# Verein zur Verbreitung religiöser Bilder
Der Verein zur Verbreitung religiöser Bilder war ein Verein zur Produktion und zum Vertrieb von kleinen Andachtsbildern mit christlichen Motiven. Der 1841 in Köln gegründete Kunstverein hatte seinen Sitz in Düsseldorf.

## Geschichte

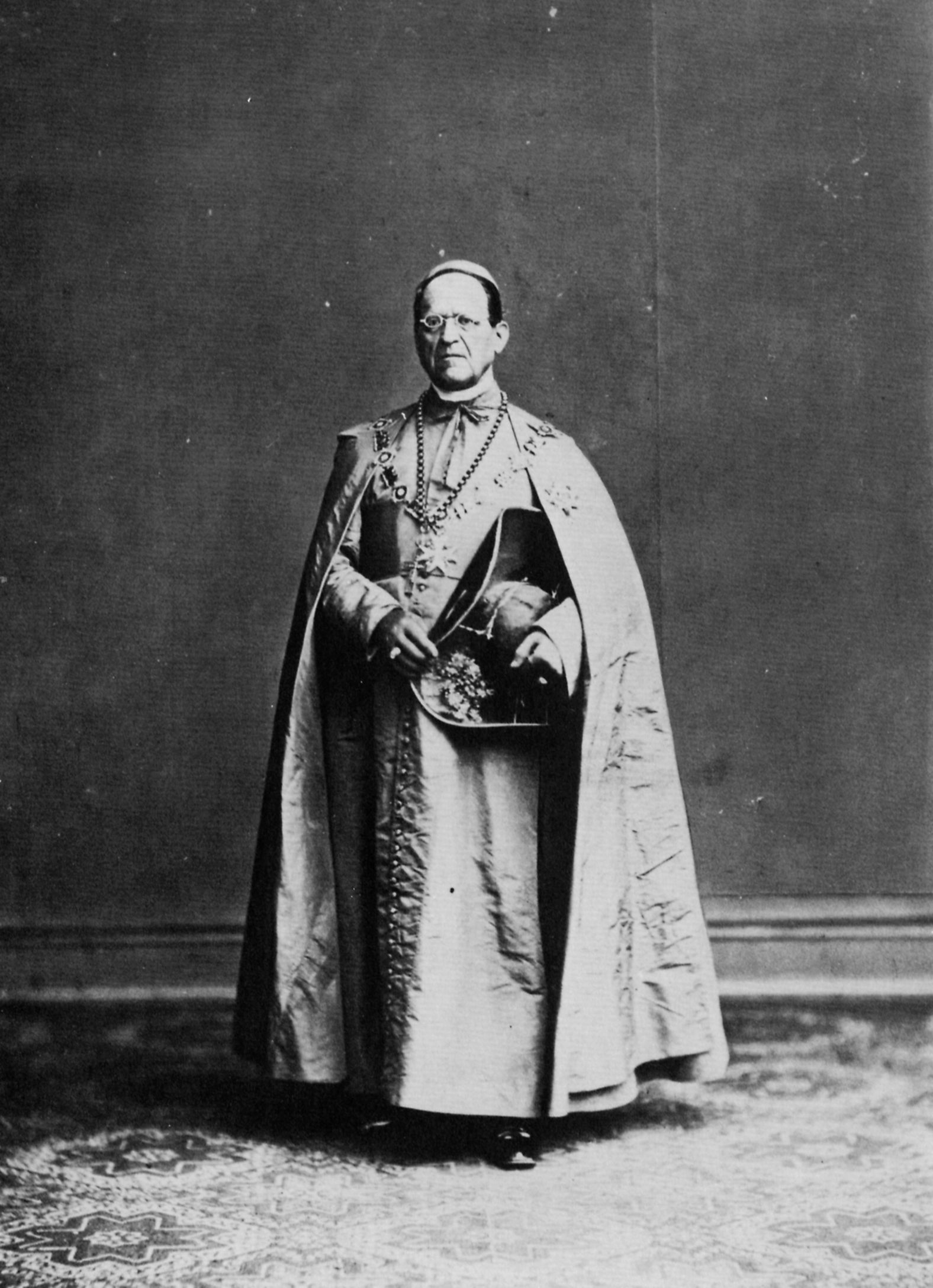
Erzbischof Johannes von Geissel, Schirmherr des Vereins, um 1864

Der Verein, dessen Hauptanliegen darin bestand, „religiöse Bilder von bewährten älteren und neueren Künstlern durch den Stahlstich in allen Klassen des Publikums zu verbreiten“, wurde 1841 unter der Schirmherrschaft des Koadjutors und späteren Kölner Erzbischofs Johannes von Geissel gegründet. Die Gründer und Mitglieder des Vereins erstrebten mit der Verbreitung volkstümlicher Religionsgrafik nicht nur eine Verstärkung der Volksfrömmigkeit durch Einsatz der damals hochmodernen Reproduktionstechnik des Stahlstichs, die die Produktion hoher Auflagen zu einem niedrigen Preis ermöglichte. Ziel war es gerade auch, durch künstlerische Qualität des kleinen Andachtsbildes, das als Gedenk- und Einlegeblatt in Gebetsbüchern und als Anschauungsmaterial und Fleißblättchen im christlichen Religionsunterricht breite Verwendung fand, den allgemeinen Geschmack zu bilden. Dass insbesondere Letzteres ein bedeutendes Ziel war, ist der zeitgenössischen Kritik zu entnehmen. So schrieben die Historisch-politischen Blätter für das katholische Deutschland, die 1843 von Georg Phillips und Guido Görres in München herausgegeben wurden, über damals konventionelle Heiligen- und Andachtsbilder und den nun mit der Gründung des Vereins verfolgten Zweck:

„Mit sehr wenigen Ausnahmen sind diese Bilder abscheulich schlecht, theils ohne allen Geschmack, oft in dem widerwärtigsten Roccocostyl, Engel mit Allongenperücken, die Heiligen zu wahren Fratzen verzerrt, so daß solche Bilder ganz und gar nicht geeignet sind, der menschlichen Seele auch nur irgend eine angenehme Erinnerung an die Heiligen, die sie darstellen sollen, einzuflößen. Und dennoch sind die bisher in Deutschland angefertigten noch bei Weitem die besten; aus Italien werden uns die geschmacklosesten, aus Frankreich die süßlichsten, affectirtesten Bilder der Art gebracht. Durch die Gründung eines solchen Vereins, der aus Künstlern und Beförderern christlicher Kunst besteht, soll nun einem dringenden Bedürfnisse in jeder Hinsicht abgeholfen werden.“

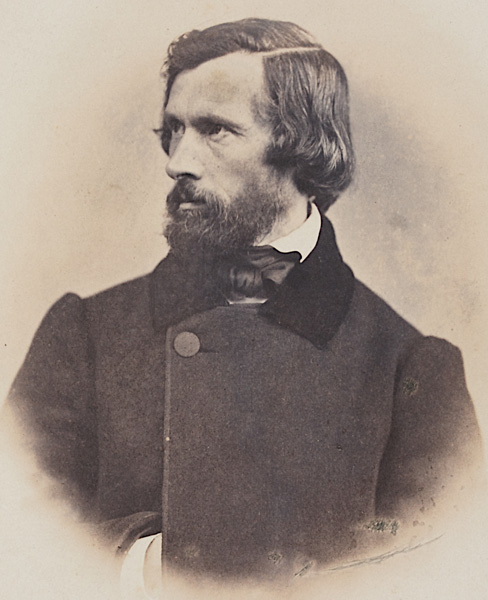
Joseph von Keller (Foto von Matthias Radermacher), Professor für Kupferstich an der Kunstakademie Düsseldorf, hatte als Mitglied des Vereinsvorstandes maßgeblichen Einfluss auf die Auswahl der Motive.

Die Mitgliedschaft im Verein kostete jährlich zwei Taler. Dafür erhielt man jährlich mindestens sechzig Drucke und das Recht, Nachdrucke für sieben Pfennig das Stück zu ordern. Als Künstler, die dem Verein ihre Vorlagen lieferten, unter ihnen vor allem Nazarener der Düsseldorfer Malerschule, sind etwa zu nennen: Carl Clasen, Franz Heinrich Commans, Ernst Deger, Fritz Dinger, Wilhelm Dürr der Ältere, Anton Eitel, Albrecht von Felsburg, Gebhard Flatz, Carl Ernst Forberg, Joseph von Führich, Eduard Geselschap, Adam Goswin Glaser, Godefried Guffens, Ludwig Heitland, Franz Ittenbach, Joseph von Keller, Heinrich Kipp, Josef Kohlschein, Heinrich Lauenstein, Friedrich Ludy, Franz Paul Massau, Theodor Mintrop, Peter Joseph Molitor, Andreas Müller, Karl Müller, Heinrich Nüsser, Anna Maria von Oer, Carl Wilhelm Overbeck, Friedrich Overbeck, Carl Gottlieb Peschel, Andreas Pickel, Eduard Rittinghaus, Wilhelm von Schadow, Johann von Schraudolph, Alexander Maximilian Seitz, Joseph Anton Settegast, Rudolf Stang, Xaver Steifensand, Edward von Steinle und Philipp Veit. Wilhelm von Schadow, der Direktor der Kunstakademie Düsseldorf, sah die Vereinsaufgabe darin, „schöne, würdige Heiligenbilder zu Tausenden zu schaffen, und den Zopfgeschmack … zu verdrängen.“ Schadow, der sich seit Beginn seiner Tätigkeit am Rhein bemüht hatte, die religiöse Kunst seiner Akademie zu fördern, erhielt mit dem Verein die Gelegenheit, die Überzeugungen der von ihm vertretenen spätnazarenischen Kunstauffassung und Schule breitenwirksam umzusetzen und weit über die Rheinlande hinaus bekannt zu machen.
Im Vorstand des Vereins spielte Joseph von Keller, der Professor für Kupferstich an der Düsseldorfer Akademie war, eine besondere Rolle, da es seiner Aufsicht und Leitung zukam, die Auswahl der für den Stich zu bestimmenden Gegenstände aus älteren Gemälden berühmter Meister oder aus den Werken von Gegenwartskünstlern vorzunehmen. Als Produktionsbetrieb kam die Bonner, ab 1849 Düsseldorfer Kupferdruckerei Schulgen-Bettendorff des Verlegers August Wilhelm Schulgen mit ihren hervorragenden technischen Voraussetzungen zum Zuge. Über die 1854 gegründete Pariser Niederlassung Schulgen & Schwan wurde der französische Markt beliefert.
Überkonfessionell und international war der Verein hoch angesehen. Seine Mitglieder und Subskribenten kamen vor allem aus Deutschland, Österreich, Frankreich, Belgien und Italien. Der preußische König Friedrich Wilhelm IV. lobte seine Leistungen und beteiligte sich mit fünf Anteilen. 1844 empfahl ihn das Erzbischöfliche Generalvikariat zu Köln. Und mit Schreiben vom 4. Januar 1855 freute sich Papst Pius IX., dass der Verein „fast unzählige Heiligenbilder nicht nur in Deutschland, sondern auch in Frankreich, Belgien, Großbritannien und andern Weltgegenden unter dem gläubigen Volke verbreitet hat.“ Im Folgejahr vermeldete der Verein, dass die österreichische Kaiserin Elisabeth, ihre Schwiegermutter, die Erzherzogin Sophie, und die verwitwete Kaiserin Karoline Auguste Vereinsmitglieder geworden seien. In den Vereinigten Staaten hob das bei Charles Scribner & Co. herausgegebene Magazin Hours at Home, das auf dem Feld der religiösen Kunst erzieherisch ambitioniert war, die Arbeit des Vereins im Jahr 1865 lobend hervor.
Trotz der Kritik, die die kleinen Andachtsbilder schon in der Mitte des 19. Jahrhunderts durch die Kunstkritik erfuhren, erfreuten sie sich bis ins 20. Jahrhundert großer Beliebtheit. In Gestalt der „Heiligenbildchen“, die durch ihre einfachen Kompositionen leicht verständlich waren, vermochte die religiöse Kunst der Nazarener bis weit in das Zeitalter der Industrialisierung ihr Publikum zu erreichen. Dank inhaltlicher und künstlerischer Vereinfachung der nazarenischen Ideale entwickelte sich der „Nazarenismus“ so zum Kirchenstil. Durch seine Produkte hatte der Düsseldorfer Verein zur Verbreitung religiöser Bilder an dieser Entwicklung einen beachtlichen Anteil, gelang es ihm doch, in den ersten 25 Jahren seines Bestehens rund sieben Millionen Exemplare von 251 Bildchen weltweit zu vertreiben. Bis 1905 entstanden 716 Stahlstiche, bis in die 1940er Jahre 737 Stiche. Ein Verzeichnis der bis 1935 erschienenen Stiche enthält der „Kupferstich-Katalog“ des Vereins aus dem Jahr 1935.

## Galerie

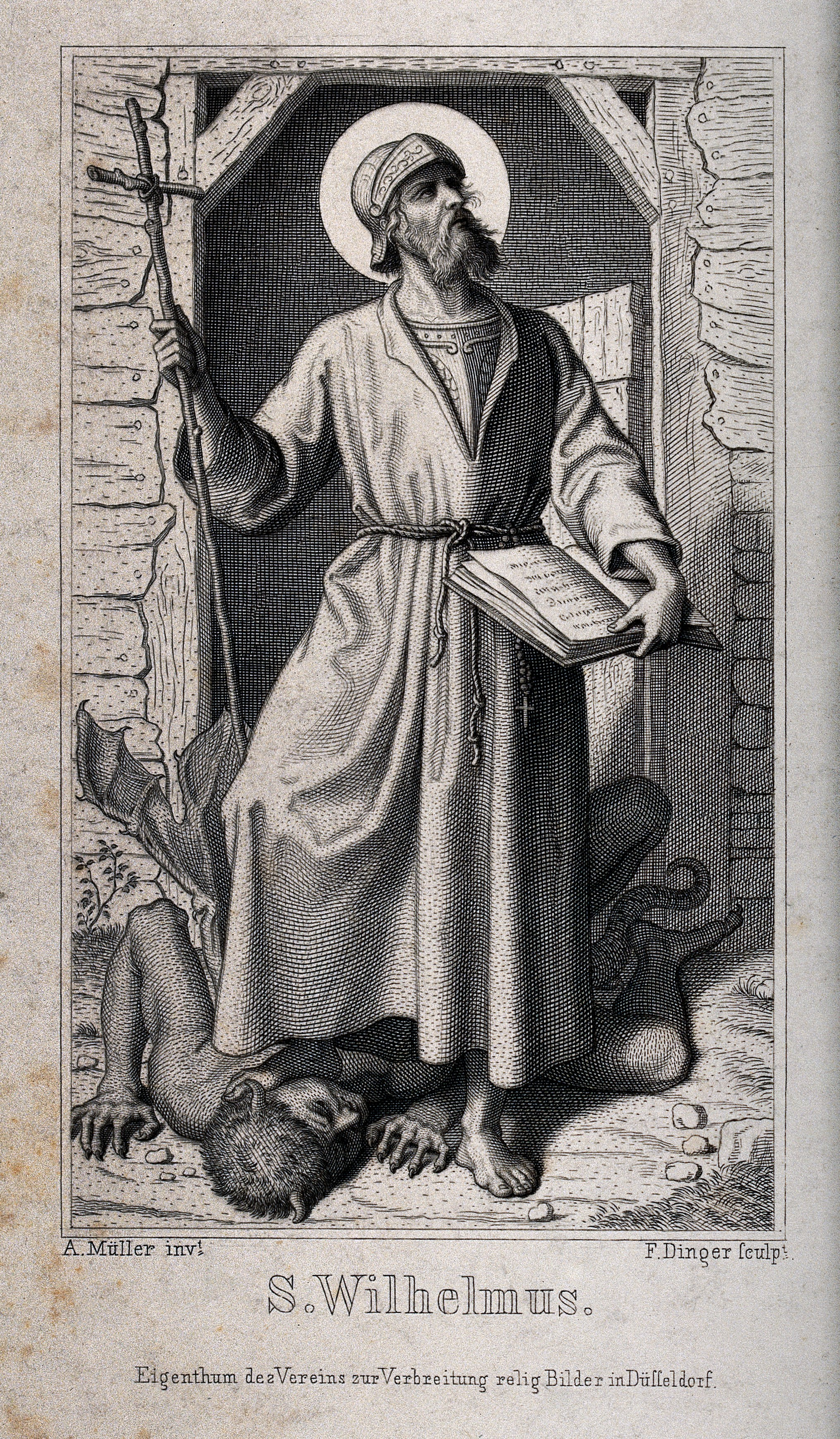
Heiliger Wilhelm
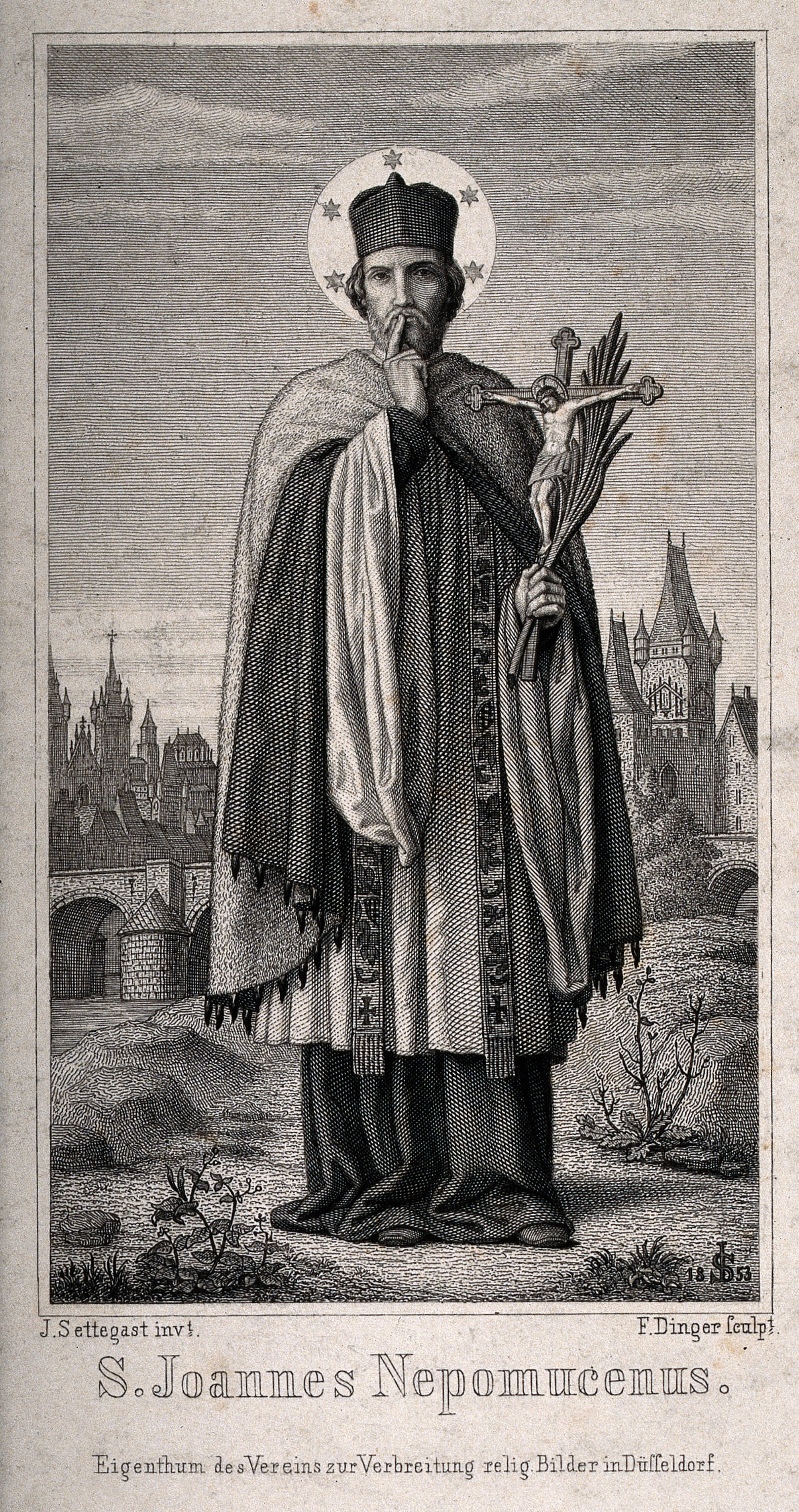
Johannes Nepomuk
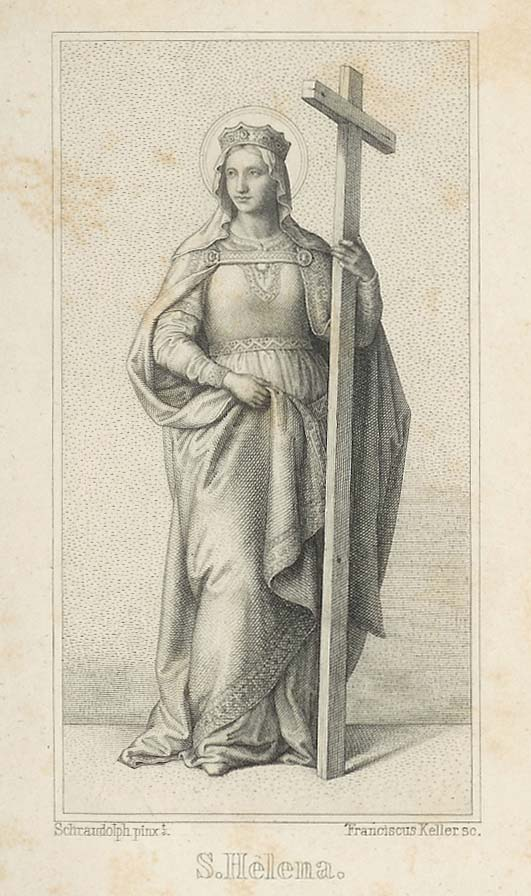
Helena von Konstantinopel
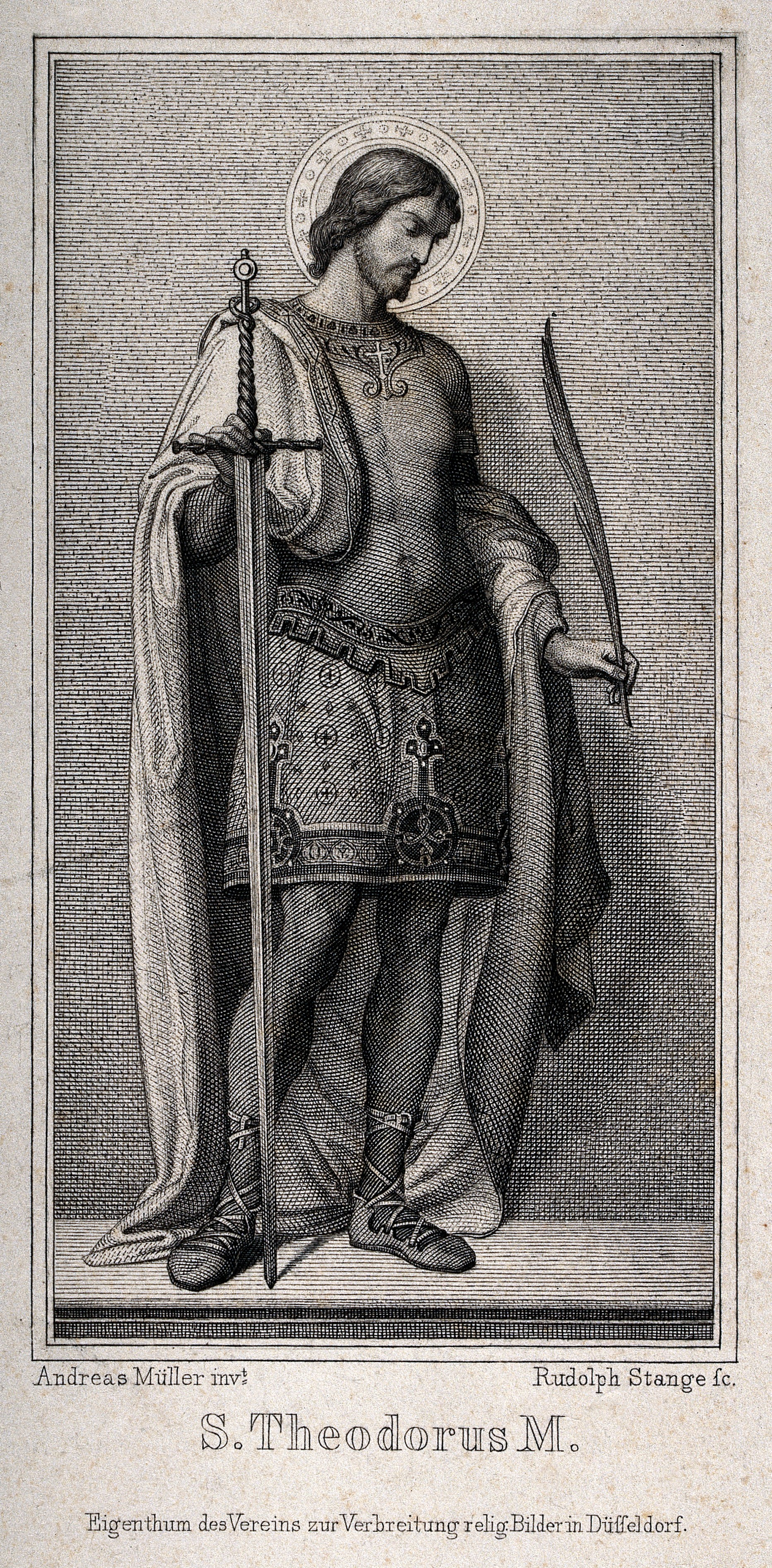
Theodorus von Amasea
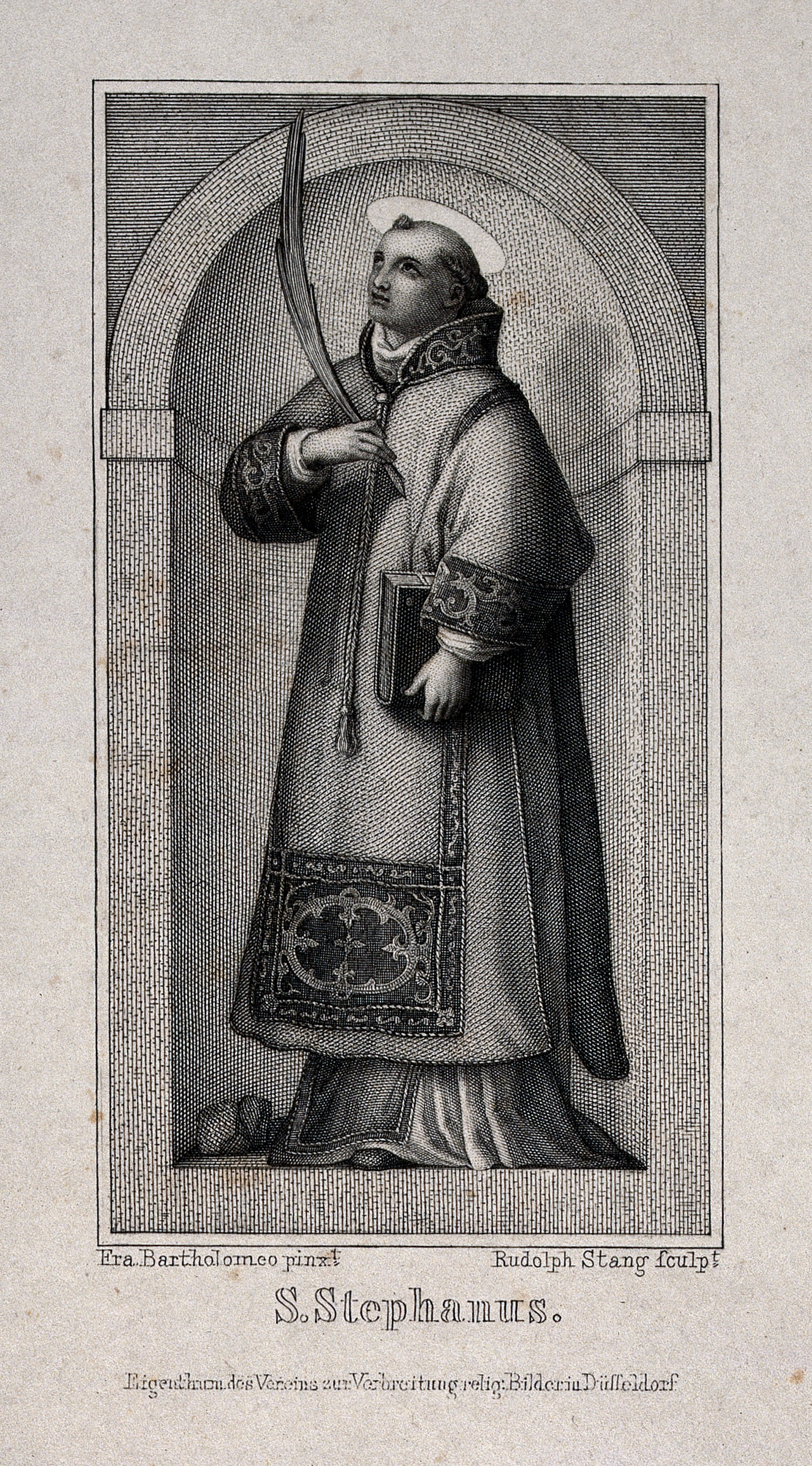
Heiliger Stephanus
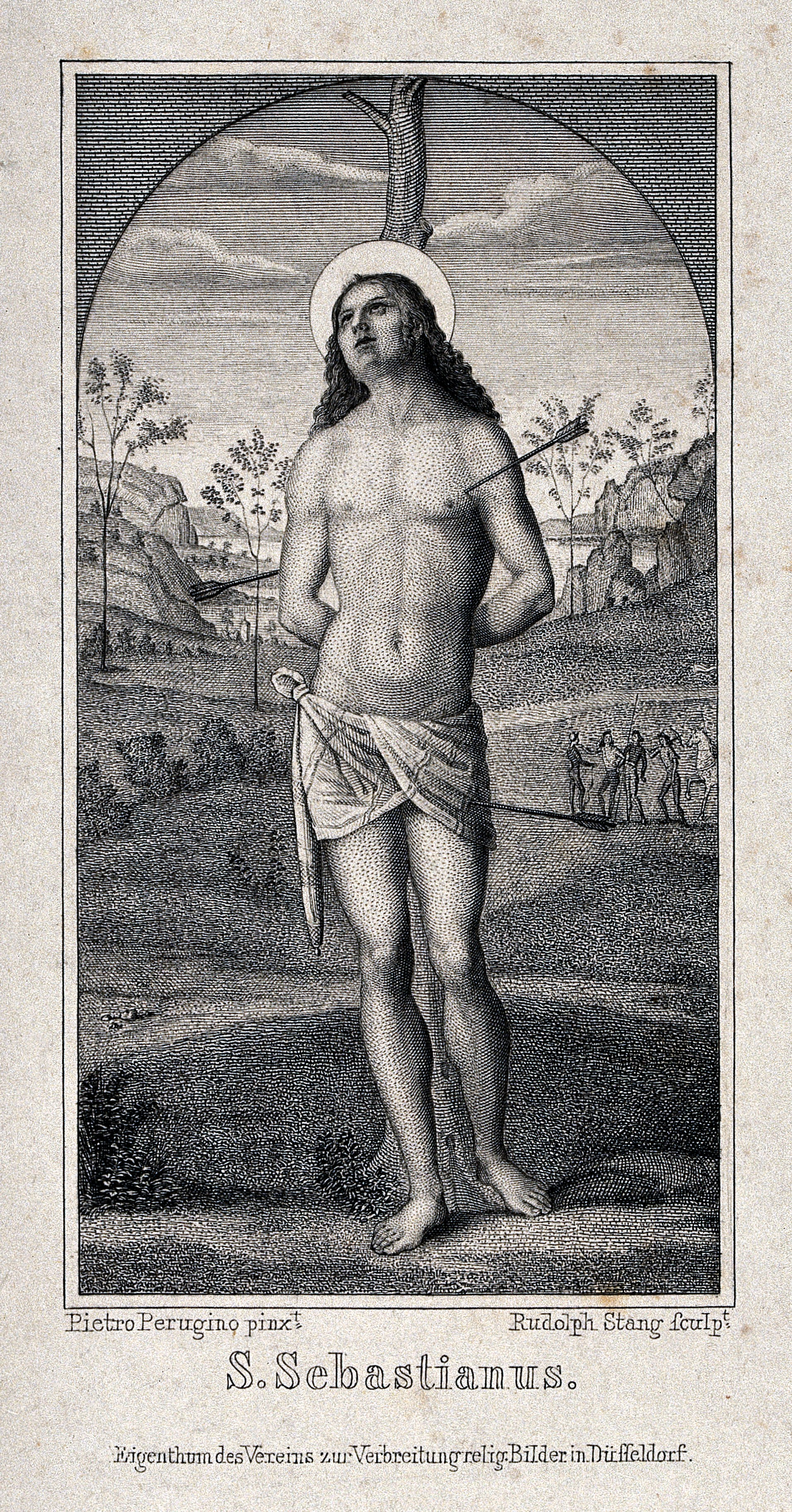
Heiliger Sebastian
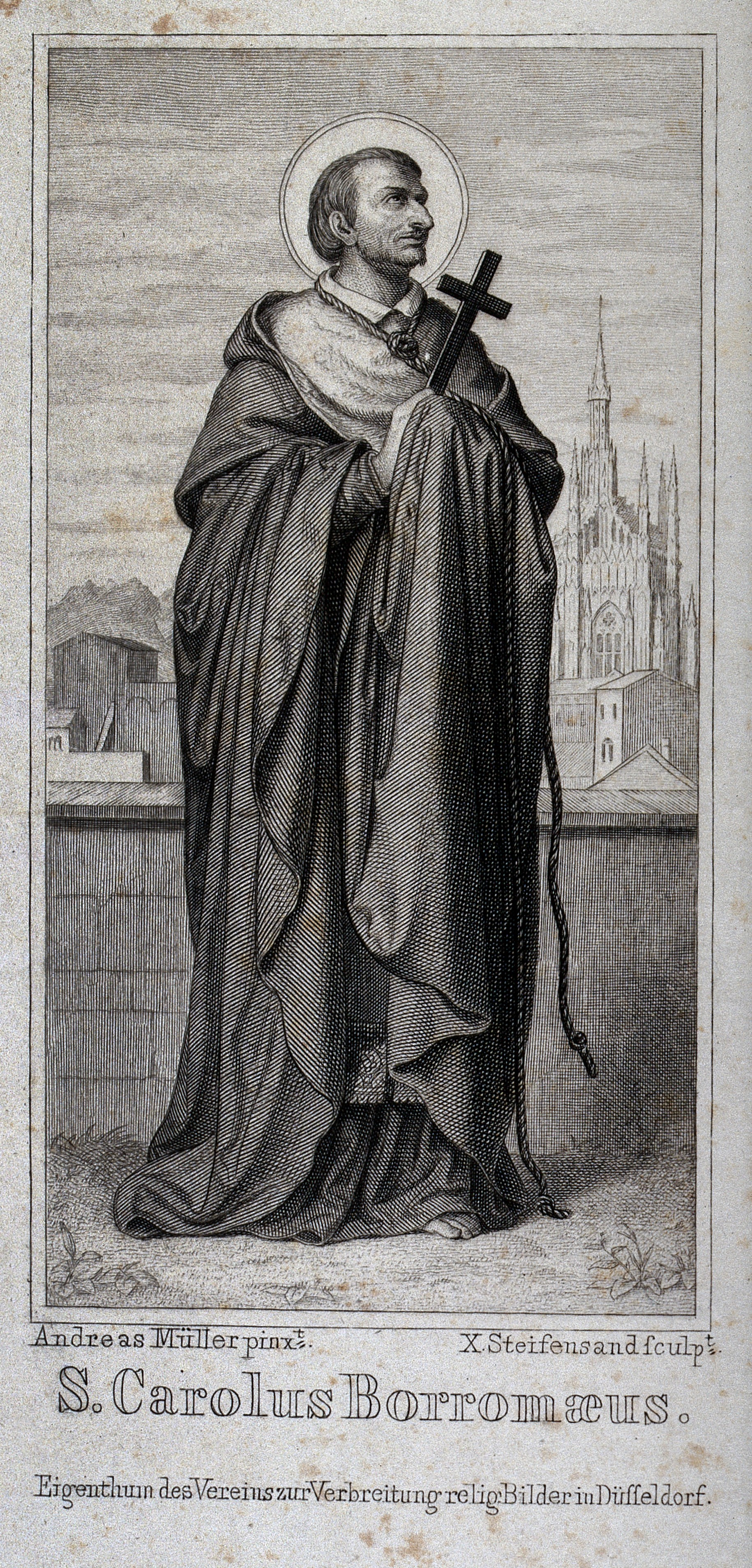
Karl Borromäus
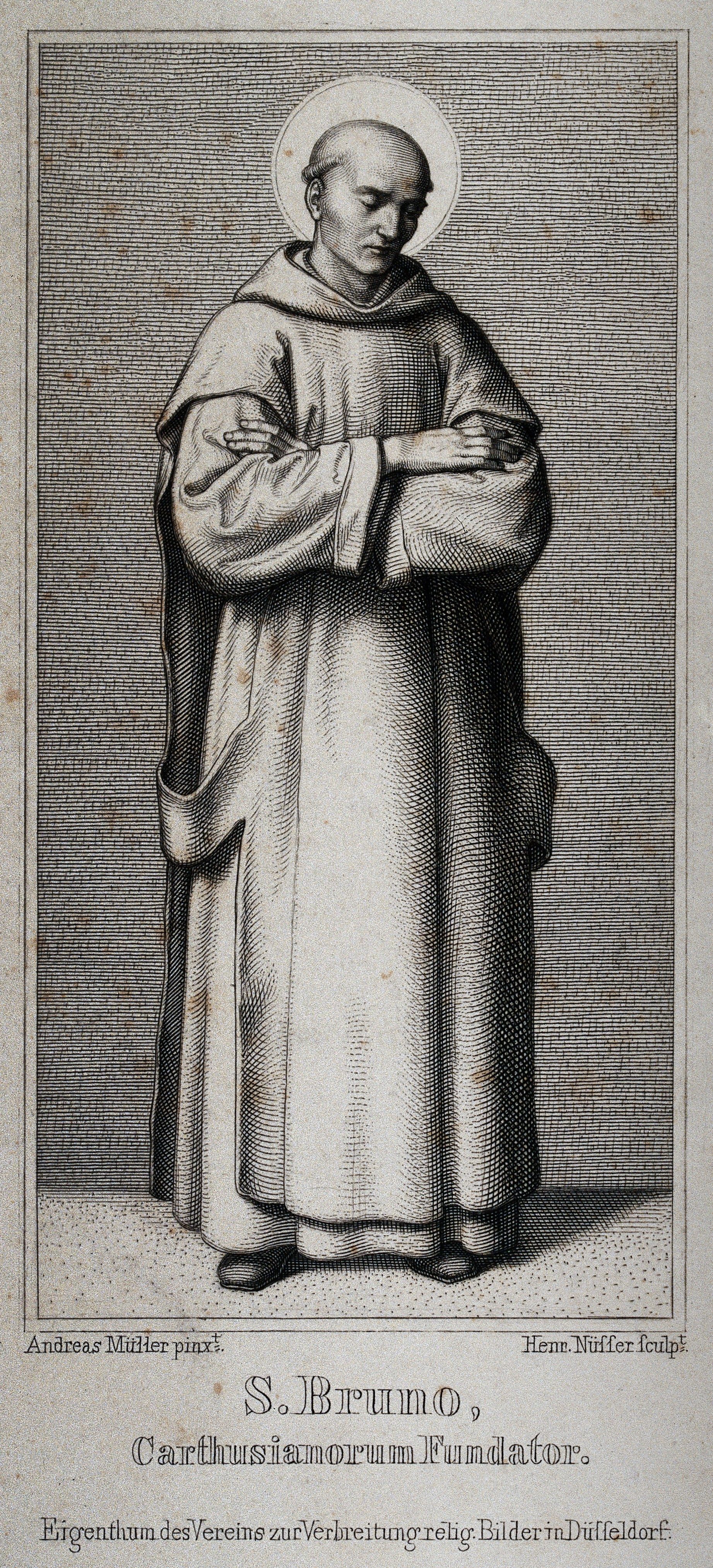
Bruno von Köln
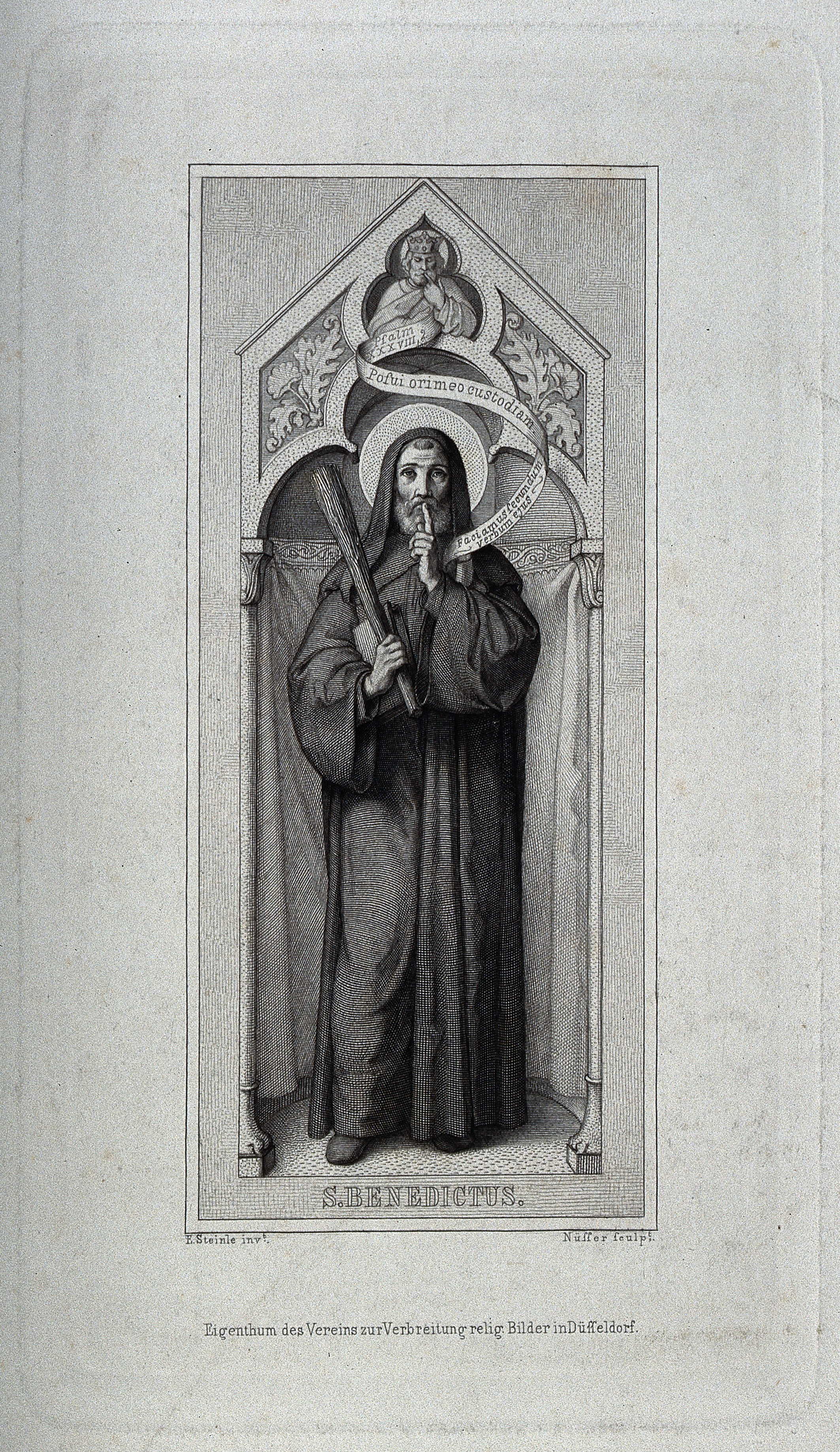
Benedikt von Nursia
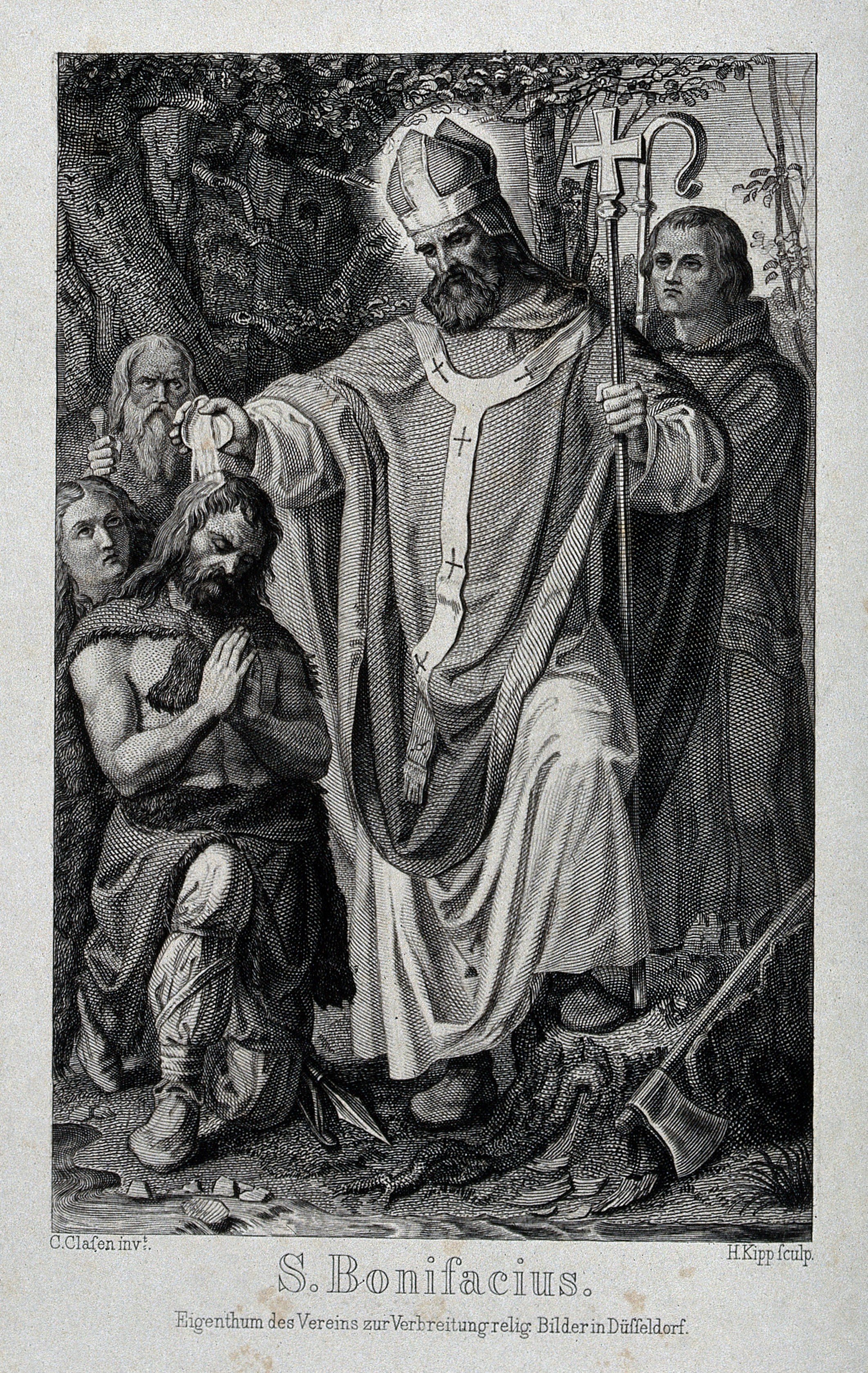
Bonifatius, Apostel der Deutschen
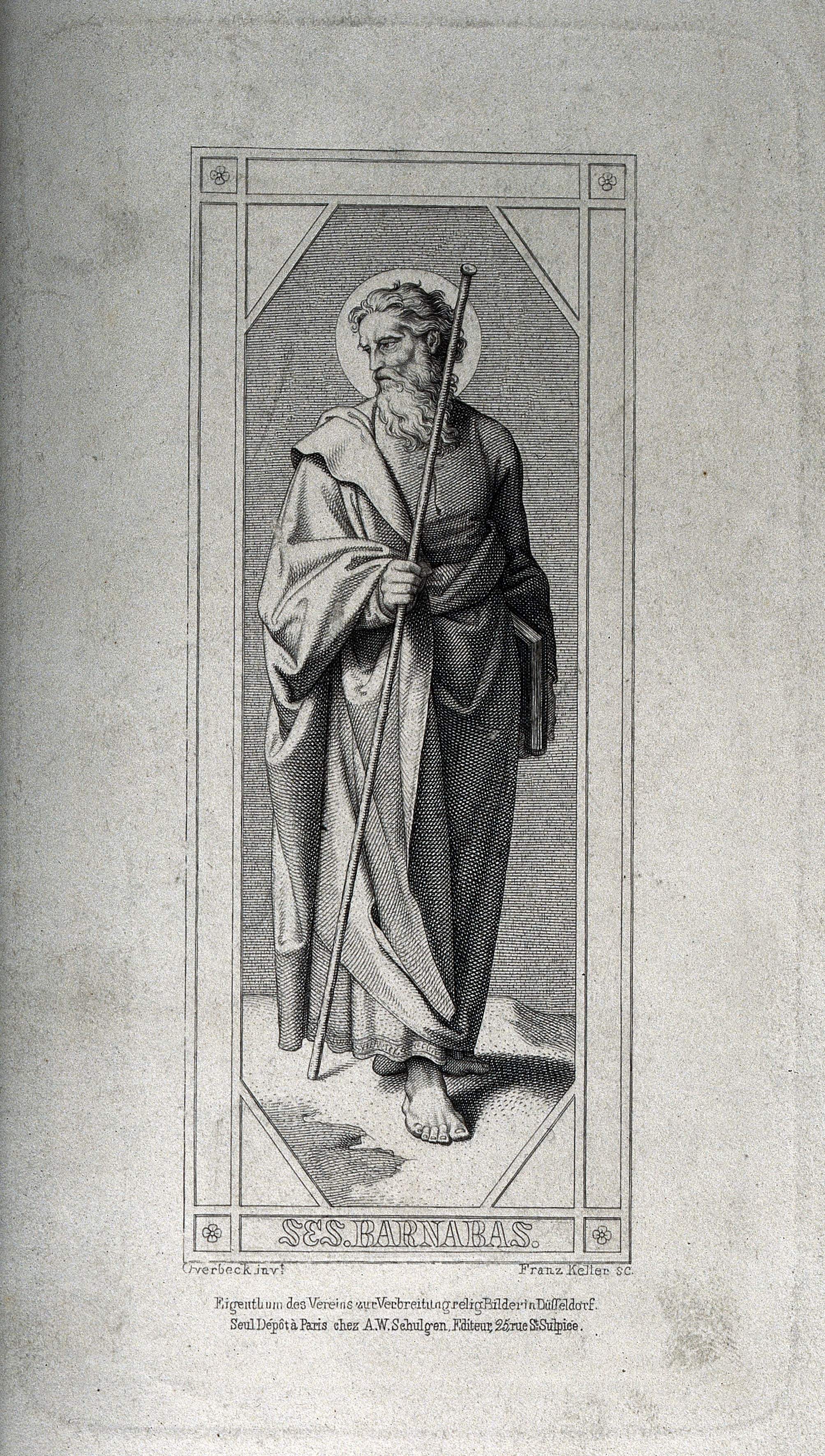
Heiliger Barnabas
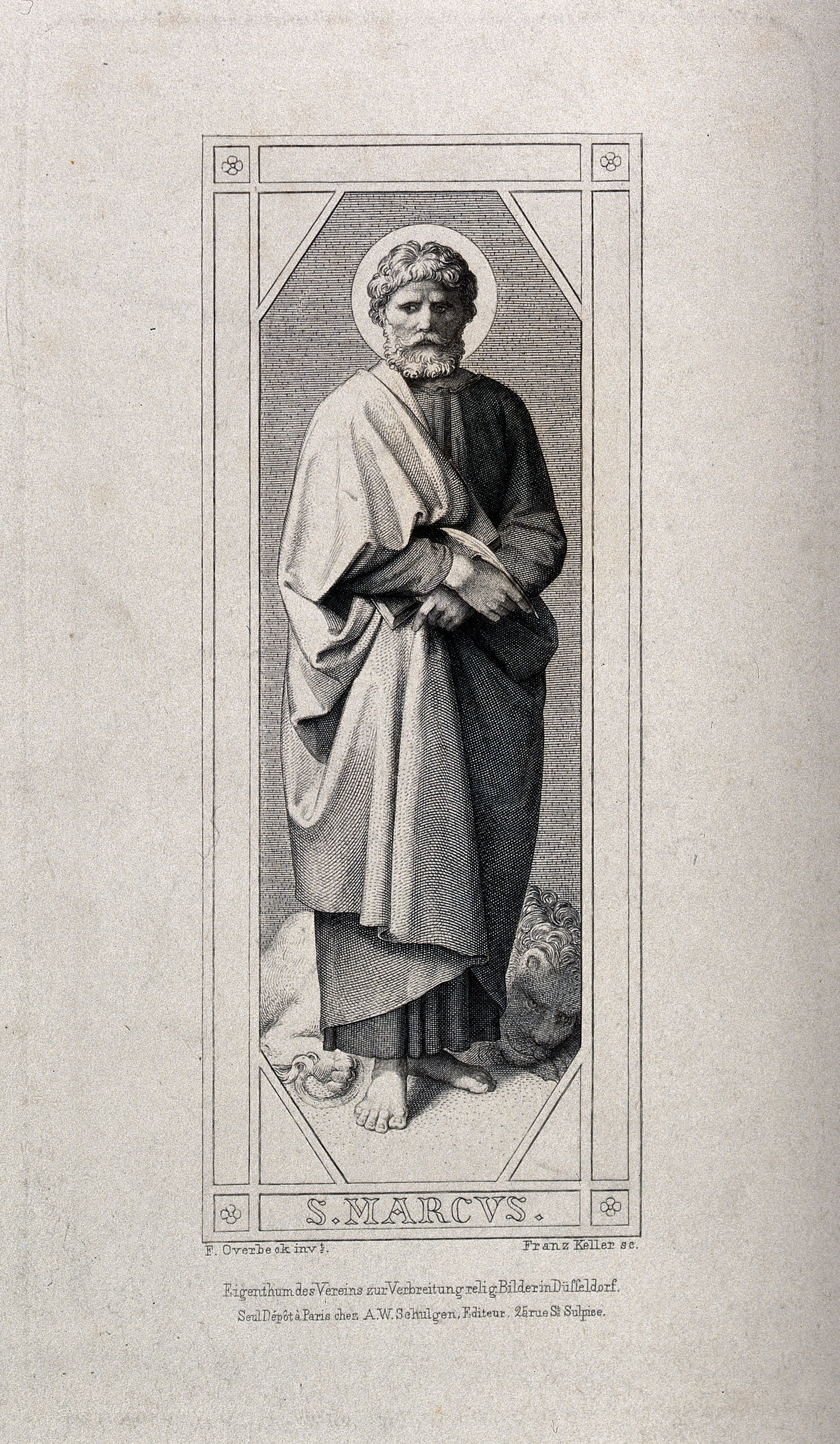
Evangelist Markus
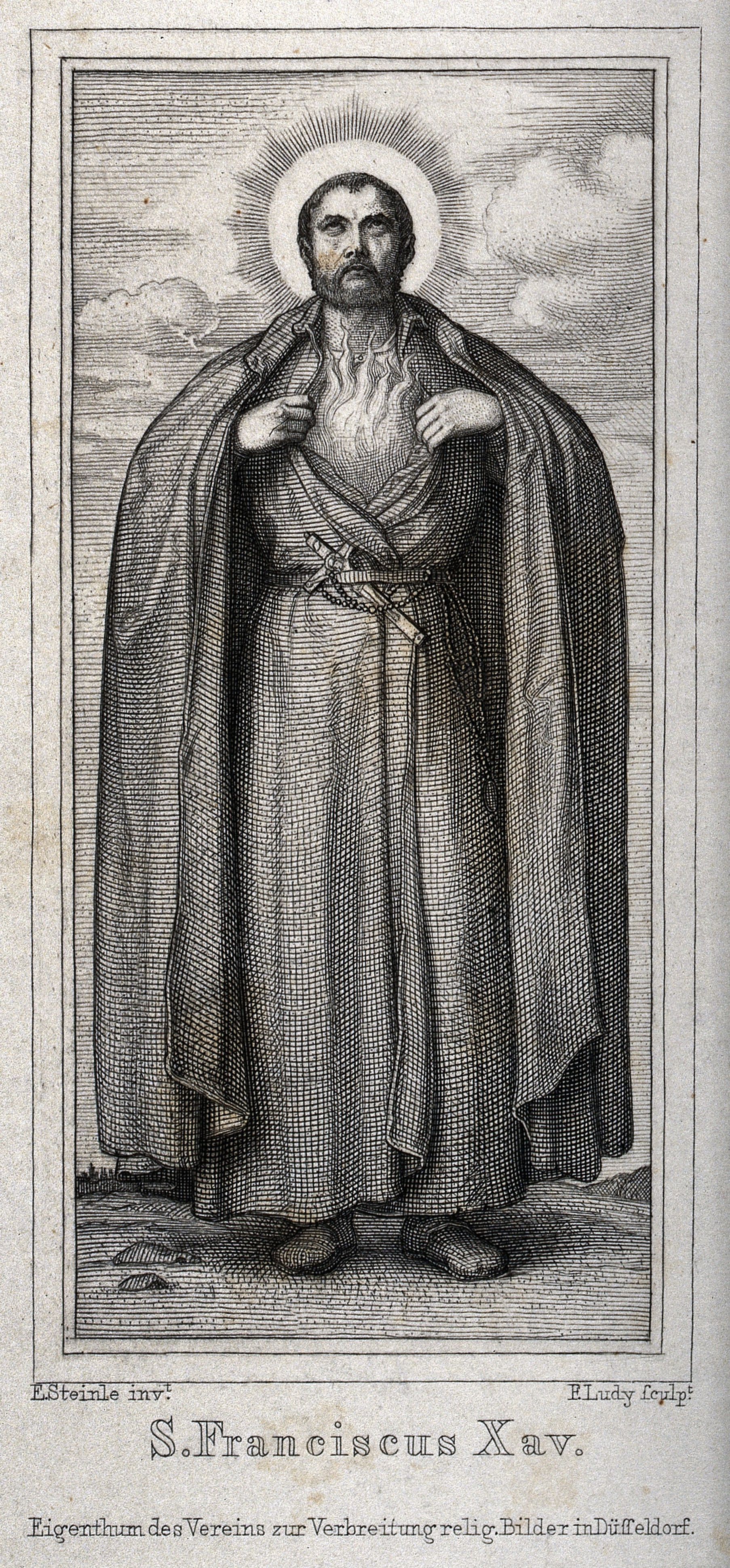
Heiliger Franz Xaver
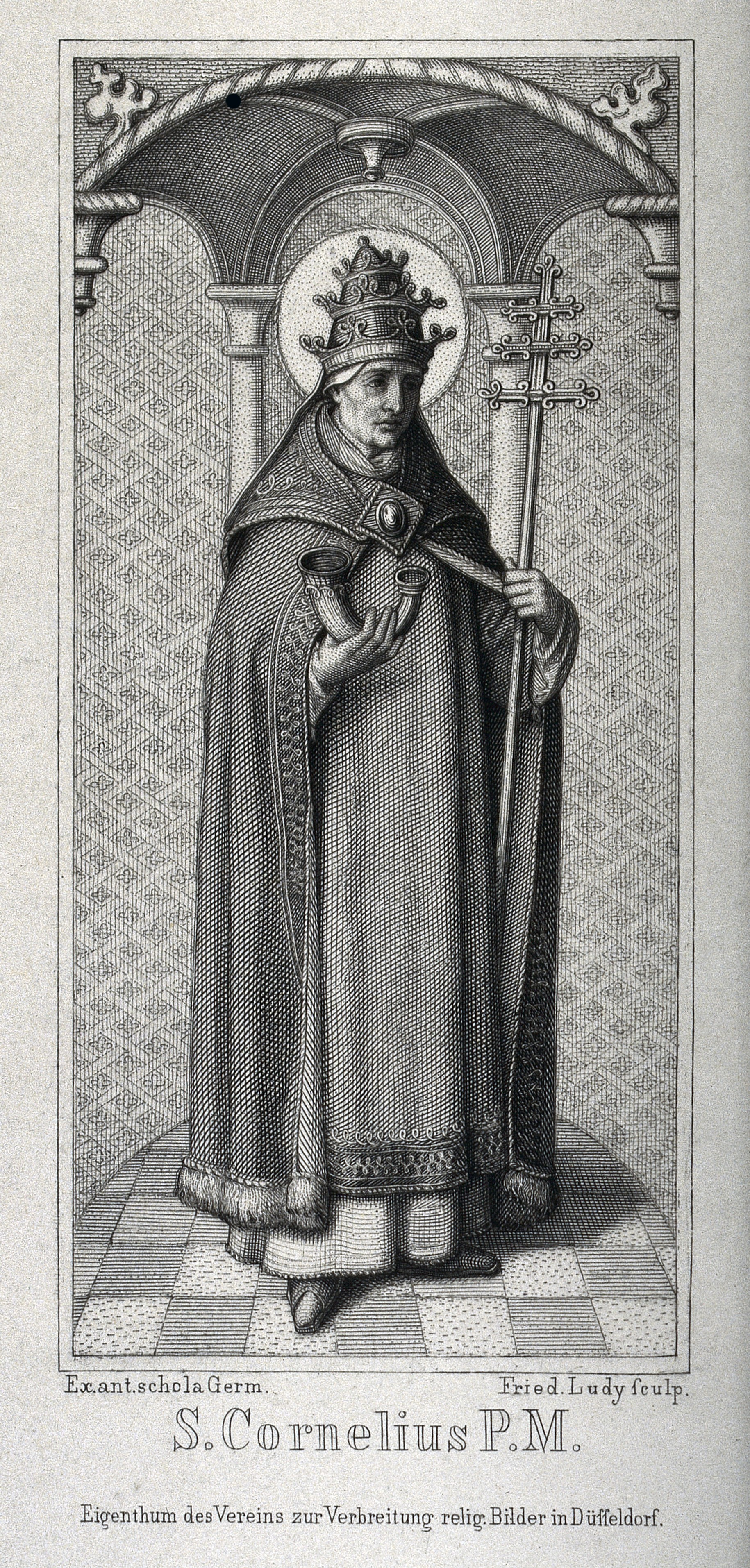
Heiliger Cornelius, Bischof von Rom
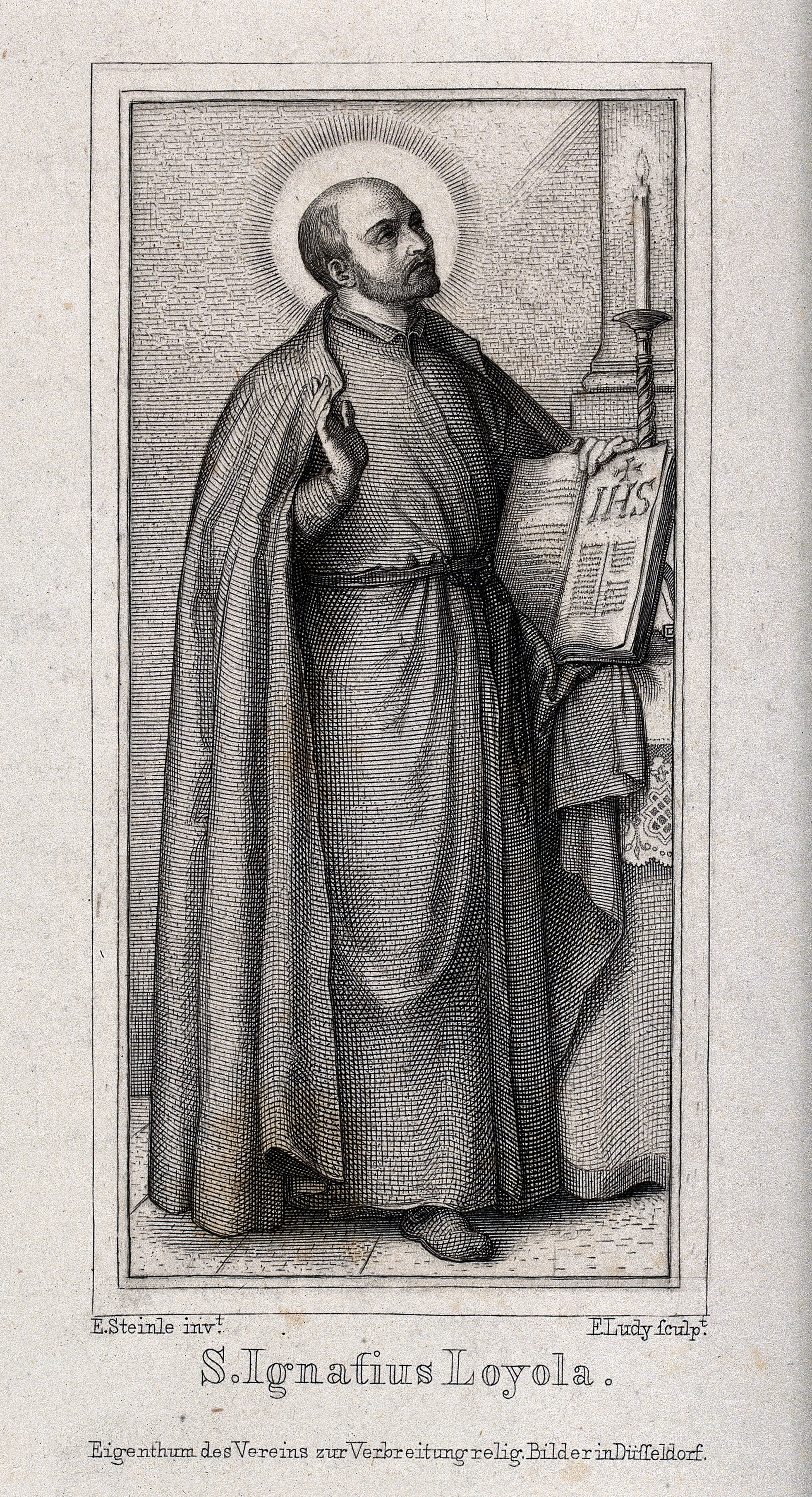
Ignatius von Loyola